# Pedro Rodrigues (guitarrista)
Pedro Rodrigues (Coimbra, 5 de Março de 1980) é um guitarrista português.

## Biografia
Pedro Rodrigues iniciou seu percurso musical aos cinco anos de idade, tendo estudado com José Mesquita na Escola de Música do Orfeão de Leiria, onde concluiu o curso com a classificação máxima. Participou em masterclasses com David Russell, Leo Brouwer, Joaquín Clerch e Darko Petrinjak. Posteriormente estuda com Alberto Ponce na École Normale de Musique de Paris, onde recebe diplomas de Concertista em Música de Câmara e Guitarra, este ultimo com a classificação máxima, unanimidade e felicitações do júri. Sob orientação de Paulo Vaz de Carvalho e Alberto Ponce concluiu em 2011 (dois mil e onze) o Doutoramento em Música - Performance na Universidade de Aveiro como bolseiro da Fundação para a Ciência e Tecnologia.
Descrito pela 20th Century Guitar Magazine como "A rising star of the classical guitar", Pedro Rodrigues colecciona mais de 20 (vinte) prémios, se destacando entre eles, o Artist’s International Auditions (Nova Iorque), Concorso Sor (Roma) e Prémio Jovens Músicos, de Salieri-Zinetti, Paris, Montélimar, Valencia, Sernacelhe entre outro.
Tem suas transcrições editadas pela Mel Bay Pulications e Notação XXI. Foi professor na Escola de Música do Conservatório Nacional de Lisboa, Escola de Música do Porto e presentemente é Professor Doutor no Departamento de Comunicação e Arte da Universidade de Aveiro.
Pedro Rodrigues é igualmente convidado com regularidade para leccionar masterclasses em Conservatórios, Festivais e Universidades na Europa, América do Norte e Sul, África e Ásia. Além de concertos solo pelo mundo estreia também com regularidade peças de compositores portugueses com o grupo Machina Lírica.

## Prémios
- Special Presentation Award - Artist's International Presentations, Nova Iorque, EUA
- 1º Prémio - Concurso Sor, Roma, Itália (2006)
- 1º Prémio - Prémio Jovens Músicos, Portugal (Guitarra - Nível Superior)
- 1º Prémio - Concurso Juventude Musical Portuguesa
- 1º Prémio - Concurso Ars Nova, Santo Tirso, Portugal
- 1º Prémio - Carpe Diem (Multi-Instrumental), Alcobaça, Portugal
- 1º Prémio - "Melhores Alunos" Orfeão de Leiria, Leiria Portugal (1997 e 1998)
- 2º Prémio - Concurso Sor, Roma, Itália (2000)
- 2º Prémio - Concurso Gaetano Zinetti, Verona, Itália
- Prémio Morelato - Concurrso Zinetti, Verona, Itália
- 2º Prémio - Concurso de Torrent, Valencia, Espanha
- 2º Prémio - Concurso Internacional de Sernancelhe, Portugal
- Prémio do Publico - Concurso Internacional de Sernancelhe
- 2º Prémio - Concurso Guitarmania
- Prémio Lopes Graça - Concurso Guitarmania
- 3º Prémio - Prémio Jovens Músicos (Música de Câmara - Nível Superior)
- 4º Prémio - Concurso Guitares em Duo - Montélimar, França
- Prémio Especial do Júri - Concurso Masters de la Guitare, Paris, França
- Finalista Concurso Infanta Cristina, Madrid, Espanha
- Distinção Orfeão de Leiria (2002)

## Produção Artística/Cultural

### Interpretações
- Ciclo de Concertos Momentum - Fado(s). 2014
- Concierto de Aranjuez - Aveiro, Portugal. 2014
- Concierto de Aranjuez - Viseu, Portugal. 2014
- Concerto - I Festival de Guitarra de Braga. 2014
- Concerto a solo - Cultura Viva. 2014
- Concerto, Masterclass no Festival Internacional de Guitarra Santa Maria de los Buenos Aires,. 2013
- Concerto e Masterclass Festival Internacional de Guitarra de Santo Tirso, Portugal. 2013
- Concerto, Masterclass Festival Internacional de Sernancelhe, Portugal. 2013. Interpretação.
- Portugal é Grande - A História de Gap Year. 2013. Trilha Sonora.
- Concerto Caroso Guitar Festival, Itália. 2012
- Tournée Índia, concertos e masterclasses. 2012
- Concerto e Masterclass 'Seminário Vital Medeiros'. 2012
- Concerto Festival 'Sul Tasto', Paris, França. 2012
- Concerto e Masterclass, Conservatório Nacional de Lisboa, Portugal. 2012
- Concerto solo - Museu Música Portuguesa. 2012
- Concertos e Gravações para Rádio Nacional Checa, República Checa. 2011
- Concerto em Madrid, Espanha. 2011
- Concerto, Masterclass no Concurso Internacional de Sernancelhe. 2011
- Concerto e Masterclass -Festival Terras de Santa Maria, Portugal. 2011
- Concerto e Masterclass National Concert Hall, Red Guitar Festival, Taipei, Taiwan. 2010
- Concerto, Conferência e Masterclass Festival Internacional de Música Contemporânea, Salvador da Bahia, Brasil. 2010
- Concerto Festival Música Viva, Lisboa, Portugal. 2010
- Concerto e Masterclass Festival O Elogio da Guitarra, Guarda, Portugal. 2010
- Concerto e Masterclass Festival Dixcordias, Espinho, Portugal. 2009
- Concerto Temporada Miso Music Portugal. 2009
- Concerto Festival de Outono, Aveiro, Portugal. 2009
- Concerto e Masterclass Festival de Guitarra de Ourém, Portugal. 2008
- Concerto Festival Internacional de Guitarra da Guarda, Portugal. 2008
- Concerto e Masterclass Universidade de Five Towns, Nova Iorque, EUA. 2008
- Concerto com orquestra A2M, Lisboa, Portugal. 2008
- Concerto Temporada Miso Music Portugal. 2007
- Concerto Ateneo de Madrid Madrid, Espanha. 2007
- Concerto Rabat, Marrocos. 2006
- Concerto Centro Cultural de Belém, Lisboa. 2006
- Concerto Fundação Calouste Gulbenkian, Lisboa. 2006
- Concerto Solo Casa da Música - Porto. 2006
- Concerto Festival Internacional de Guitarra de Santo Tirso, Portugal. 2005
- Concerto com Orquestra do Algarve. 2005
- Concerto e Masterclass Carnegie Hall, Nova Iorque, Estados Unidos da América. 2004
- Concerto e Masterclass Sala Raul Juliá, San Juan, Porto Rico. 2004
- Tournée e Masterclass, África do Sul. 2004
- Concerto Festival Música Viva, Lisboa, Portugal. 2003
- Concerto Festival Internazionale di Chitarra Classica Miguel Llobet, Campobasso, Itália. 2002
- Concerto Salle Cortot, Paris, França. 2002.

### Interpretações Inéditas
- Jaime Reis - Entretecimento. 2003. (estreia)
- António Sousa Dias - Valeriation 4bis. 2009. Composição (estreia)
- Sara Carvalho - Once upon a time. 2010.  (estreia)
- José Luís Ferreira - I stole a bar from Leo. 2010. (estreia)
- Joaquim Pavão - Concerto para Cesariny -. 2010. (estreia)
- José Luís Ferreira - L'Histoire d'amour entre. 2012. Composição (estreia)
- Evgueny Zoudilkine - Aguarela III. 2012. (estreia)
- Massimo Davi - 4 canzoni di Flora. 2012. (estreia)
- Carlos Caires - SAH. 2012. (estreia)
- Petra Bachratá - Machina Lirica. 2012. Composição (estreia)
- João Pedro Oliveira - Games for James. 2014.(estreia)
- Tulio Augusto - Lágrimas e caracóis. 2014. (estreia).

### Organização de Eventos
- II Prémio de Interpretação Frederico de Freitas - Universidade de Aveiro 2014. (Concurso)
- I Prémio de Interpretação Frederico de Freitas - Universidade de Aveiro 2013. (Concurso)
- Masterclass com Fabiano Borges. 2012 em Portugal
- Masterclass com Gilson Antunes. 2011 em Portugal

### Discografia
- RODRIGUES, P.; STREITOVÁ, M. - Máchina Lírica (CD), (2015)
- Machina Lirica 2015

- RODRIGUES, P.; STREITOVÁ, M. - Ibéria (CD), (2013)
- Ibéria 2013

- GONÇALVES, M.; PAVÃO, J.; RODRIGUES, P. - Pack Miguel Gonçalves (DVD), (2012)
- RODRIGUES, P. - 26. Kytarov Festival Mikulov (CD), (2012)
- RODRIGUES, P.; STREITOVÁ, M. - Concerto ao Vivo (DVD e CD), (2011)
- Soveral, I.; ROSA, A. C.; RODRIGUES, P.; STREITOVÁ, M. - Pas de Deux (CD), (2010)
- Rodriguez-Ortiz, A.; RODRIGUES, P.; GOLUSES, N. - Densidades (CD), (2007)
- RODRIGUES, P. - Bach, Handel, Marcello, Vivaldi (CD), (2005)
- Bach, Handel, Marcello, Vivaldi

- RODRIGUES, P.; STOLTZ, L. - L'Histoire du Tango (CD), (2002)

### Produção Bibliográfica
- Editorial. Revista Guitarra Clássica, 13 jan. 2013
- Editorial. Revista Guitarra Clássica, 28 ago. 2012
- Editorial. Revista Guitarra Clássica, 27 jan. 2012
- A técnica de transcrição e arranjo de J. S. Bach. Revista Guitarra Clássica, 27 jan. 2012
- Editorial. Revista Guitarra Clássica, 23 nov. 2011
- Entrevista a André Madeira. Revista Guitarra Clássica, 23 nov. 2011
- Editorial. Revista Guitarra Clássica, 30 abr. 2011
- Entrevista a Judicäel Perroy. Revista Guitarra Clássica, 30 abr. 2011
- Editorial. Revista Guitarra Clássica, 28 jan. 2011
- Editorial. Revista Guitarra Clássica, 14 nov. 2010
- Entrevista a Fábio Zanon. Revista Guitarra Clássica, 14 nov. 2010.
- As fontes de origem do Tema e Variações op.9 e Seis árias op.19 de Fernando Sor (TRADUÇÃO). Revista Guitarra Clássica, 14 nov. 2010
- Editorial. Revista Guitarra Clássica, 21 jul. 2010
- Editorial. Revista Guitarra Clássica, 05 abr. 2010
- Entrevista a Paula Sobral. Revista Guitarra Clássica, 04 abr. 2010
- Editorial. Revista Guitarra Clássica, 15 jan. 2010
- Entrevista a Oscar Flecha. Revista Guitarra Clássica, 15 jan. 2010
- Revista Guitarra Clássica

### Transcrições
- Movimento Perpétuo. Linda-a-Velha, Lisboa: Notação XXI, 2013.
- Danza Española n1 - M. de Falla. Bratislava: Slovart Music, 2013
- 3 Scenas Portuguezas - José Vianna da Motta. Bratislava: Slovart Music, 2013
- Danzas Españolas - E. Granados. Bratislava: Slovart Music, 2013
- Peça para flauta - Joly Braga Santos. Bratislava: Slovart Music, 2013
- Guitarra e Outras Histórias. António Pinho Vargas Linda-a-Velha, Lisboa: Notação XXI, 2010.
- Guitarra e Outras Histórias

- Baroque Transcriptions for Classical Guitar. Pacific, MO, EUA: Mel Bay Publications, 2009
- Baroque Transcriptions for Classic Guitar